# Naissance en 1374
Naissance
- 1370
- 1371
- 1372
- 1373
- 1374
- 1375
- 1376
- 1377
- 1378

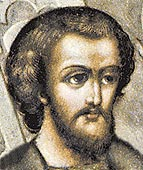
Iouri IV de Russie, né en 1374.

Cette page dresse une liste de personnalités nées au cours de l'année 1374  :
- 11 avril : Roger Mortimer, 4e comte de March, 6e comte d'Ulster, est l'héritier présomptif de Richard II de Bordeaux, roi d'Angleterre.
- 16 octobre : Marguerite de Bourgogne, comtesse consort de Hainaut.
- 26 novembre : Iouri IV de Russie, grand-prince de Moscou.

- Jean Cadard, précepteur, médecin et conseiller de Charles VII.
- Leonardo Bruni, chancelier florentin
- Éléonore d'Albuquerque, reine consort d’Aragon.
- Mathieu de Foix-Castelbon, vicomte de Castelbon, comte de Foix, coprince d’Andorre, vicomte de Béarn et de Marsan.
- Théodore IX de La Marck, comte de Mark.
- Martin Ier de Sicile, roi de Sicile.
- Jacopo della Quercia, sculpteur italien du Quattrocento florentin.
- Gongma Drakpa Gyaltsen, roi du Tibet, de la Période Phagmodrupa.
- Thomas Holland, 3e comte de Kent et duc de Surrey.
- Stefan Lazarević, prince puis despote de Serbie.
- Lorenzo Salimbeni, peintre italien gothique du  Quattrocento.

date incertaine (vers 1374)
- Philibert de Montjeu, évêque de Coutances.

## Crédit d'auteurs
- Cet article est partiellement ou en totalité issu de l'article intitulé « 1374 » (voir la liste des auteurs).